# Cemitério dos Ingleses (Lisboa)
O Cemitério dos Ingleses (English Cemetery) é um cemitério britânico da cidade de Lisboa, em Portugal.

## História
O tratado assinado em 1654 entre um Portugal em processo de recuperar a sua independência e a sua antiga aliada, Inglaterra, está na origem deste cemitério lisboeta onde descansam retalhos da história com ligações a um punhado de nações europeias.
O Cemitério dos Ingleses de Lisboa, inicialmente apelidado de Inglesinhos, situado na antiga Travessa dos Ladrões, hoje Rua de São Jorge, junto à Basílica e ao famoso Jardim da Estrela, esconde dentro dos seus muros curiosidades, lendas e paradoxos, sendo que a primeira pessoa enterrada neste lugar foi um refugiado francês, o hugenote Francis La Roche, em 1724. No Tratado rubricado em Westminster a 10 de julho de 1654 entre Oliver Cromwell e o representante do rei D. João IV, Portugal prometia respeitar nas suas fronteiras a religião da comunidade britânica, numerosa pela tradicional relação comercial e marinheira entre ambos os países. Graças à apostila "e que se habilite um lugar para enterrar aos seus mortos" nesse acordo, a partir do século XVIII os protestantes de Lisboa — não só ingleses — puderam evitar ter de lançar os corpos dos seus familiares ao mar ou ao Tejo, ou sepultá-los em terrenos não consagrados, devido à proibição católica de admitir "hereges" nas suas igrejas e cemitérios. O terreno do cemitério foi construído entre 1717 e 1721, entrou em funcionamento em 1724, sendo concedido oficialmente aos súbditos britânicos apenas em 1771. Também conhecido por Cemitério dos Ciprestes, ganhou este nome devido ao Tribunal da Inquisição ter ordenado a plantação de um muro de ciprestes em torno do perímetro do cemitério para impedir que os católicos vissem as campas dos protestantes, tendo considerado este espaço como "chão dos hereges". A capela mortuária do Cemitério dos Ingleses, financiada pelo cônsul holandês Daniel Gildemeester (1714–1793), também aqui sepultado, foi concluída em 1794.
A tranquilidade, a vegetação exuberante e a beleza de alguns dos monumentos funerários deste espaço, que conta também com a Capela de São Jorge, construída em 1889 após um incêndio que destruiu a anterior, datada de 1822, com serviços anglicanos, escondem a realidade das suas primeiras décadas de funcionamento. Muitos dos enterrados eram marinheiros pobres, de origem especialmente inglesa mas também holandesa, que não contam com placa nem lápide alguma na sua lembrança e que em muitos casos nem sequer constam nos registos existentes. Quase todas as campas são coroadas por canteiros arbustivos, os caminhos mais antigos estão atapetados por musgo, havendo enormes dragoeiros, altos ciprestes e palmeiras gigantes crescendo entre túmulos góticos e cruzes célticas.
Entre os mortos do século XVIII que contaram com honras e grandes monumentos destaca-se o dramaturgo e romancista satírico inglês Henry Fielding (1707–1754), que morreu durante uma viagem a Portugal em 1754 na qual buscava uma mudança de ares que melhorasse a sua deteriorada saúde.
Uma época de especial atividade do cemitério foi a dos confrontos com as tropas napoleónicas, em torno de 1800, já que os ingleses enviaram soldados para ajudar Portugal. O falecido mais célebre desse período é o militar e príncipe alemão Christian August de Waldeck (1744–1798), cuja destreza a aconselhar o Exército português levou a coroa portuguesa a erigir como monumento funerário em sua honra uma enorme pirâmide de mármore.
Apesar da mistura de nacionalidades nos túmulos, o cemitério é propriedade da Coroa inglesa e que indiretamente o governo britânico é ainda responsável pelo lugar, embora este não se mantenha com financiamento procedente do Reino Unido.

## Galeria

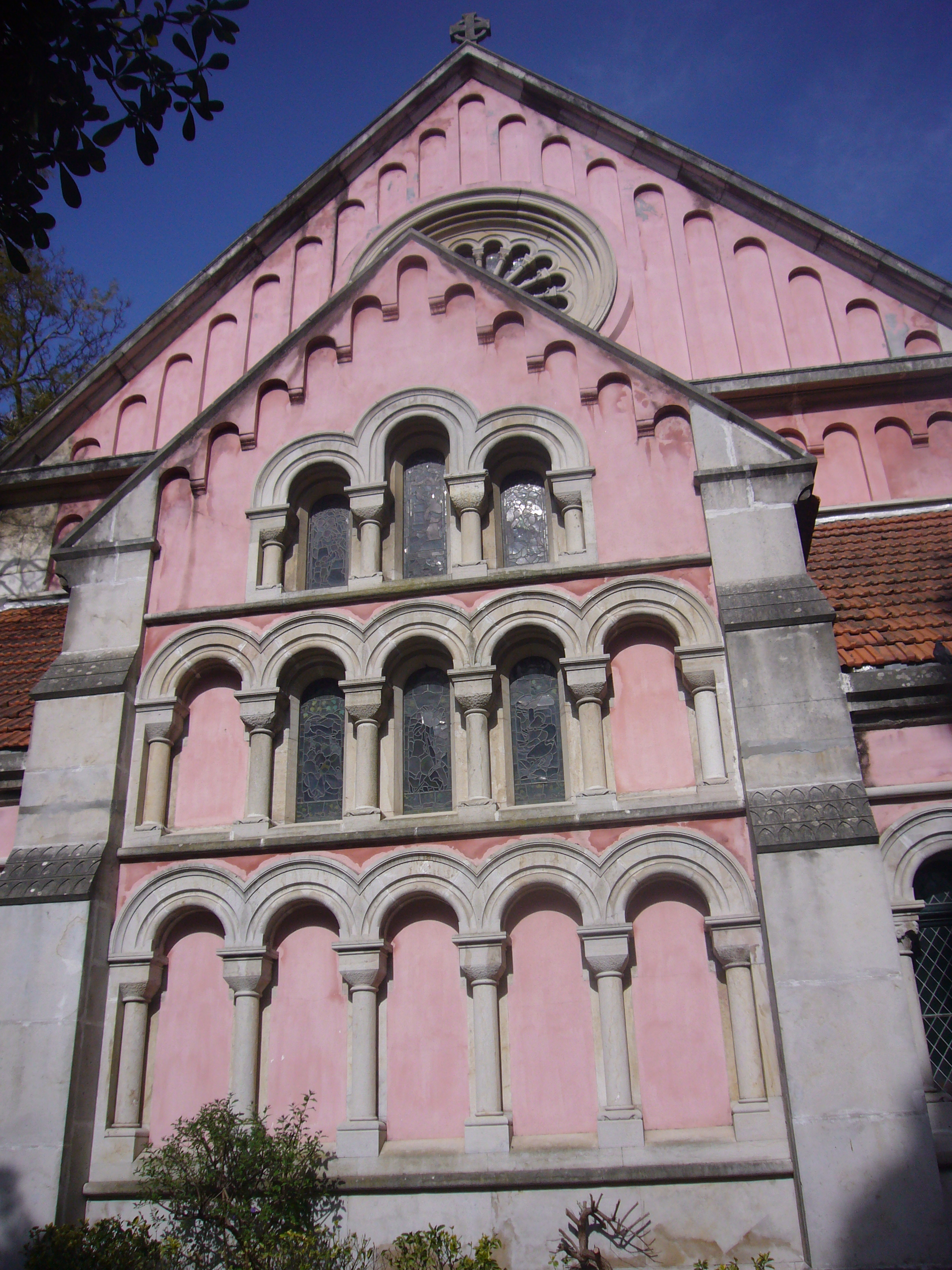
Capela de São Jorge
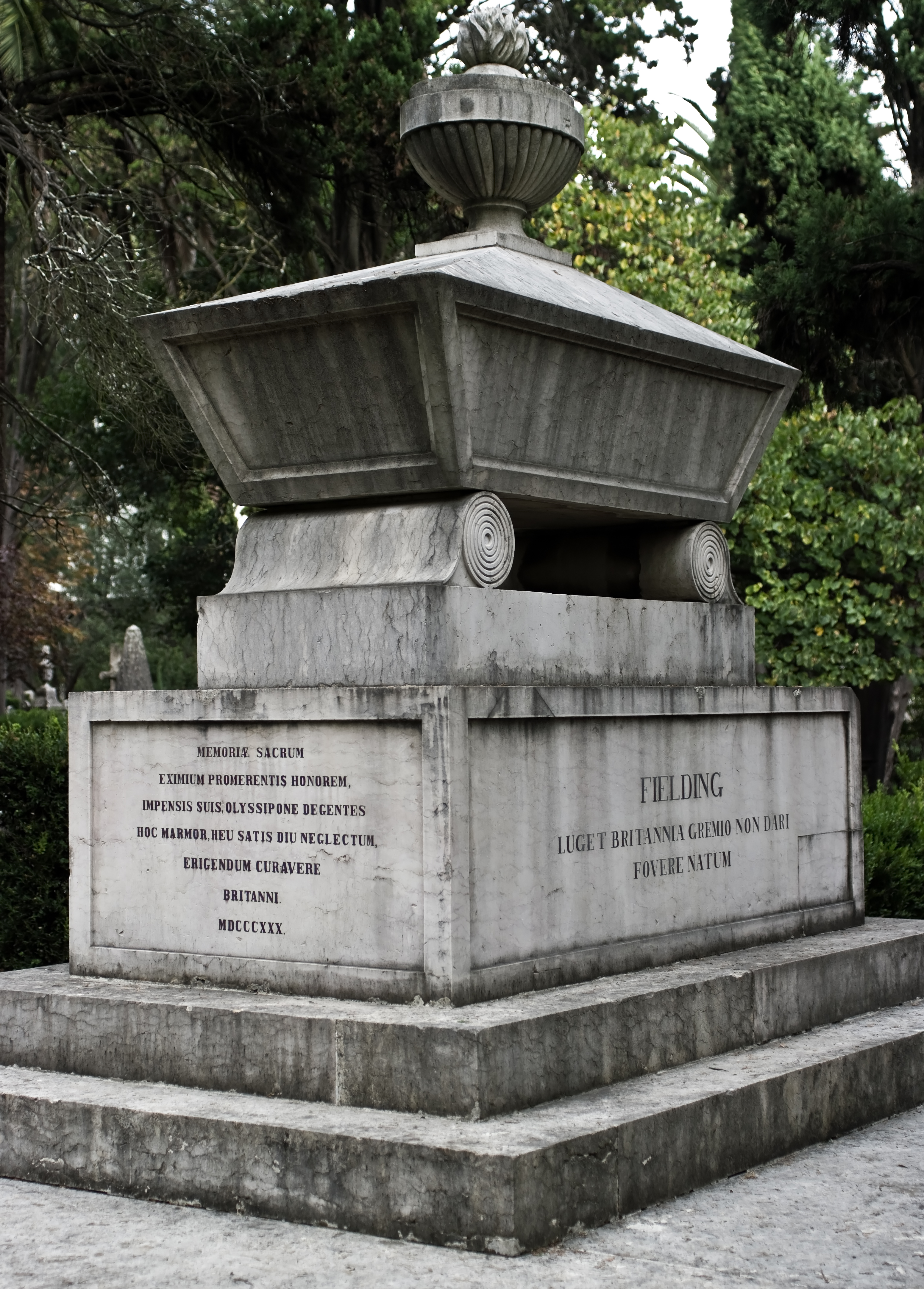
Túmulo de Henry Fielding
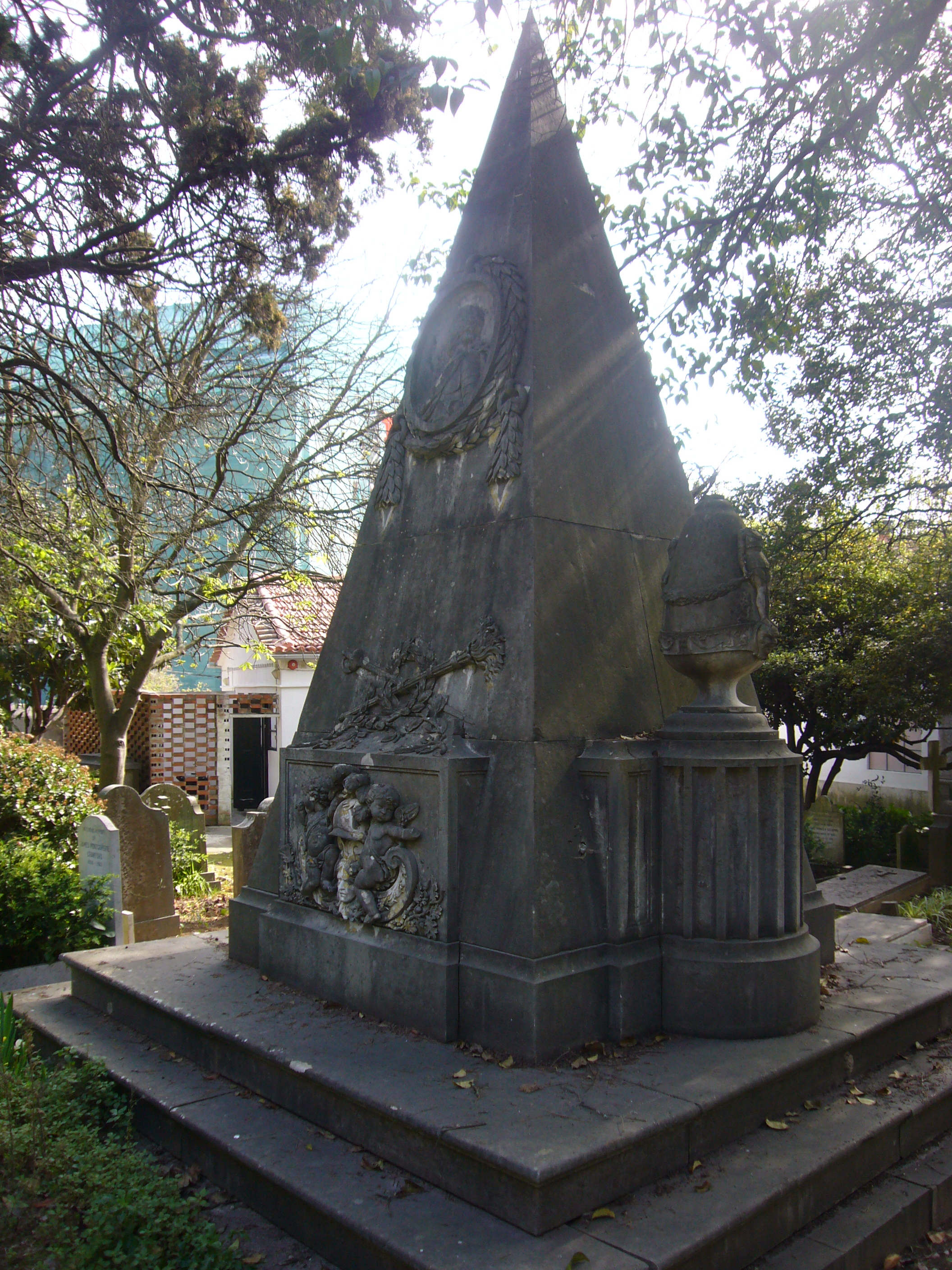
Túmulo de Christian Auguste de Waldeck
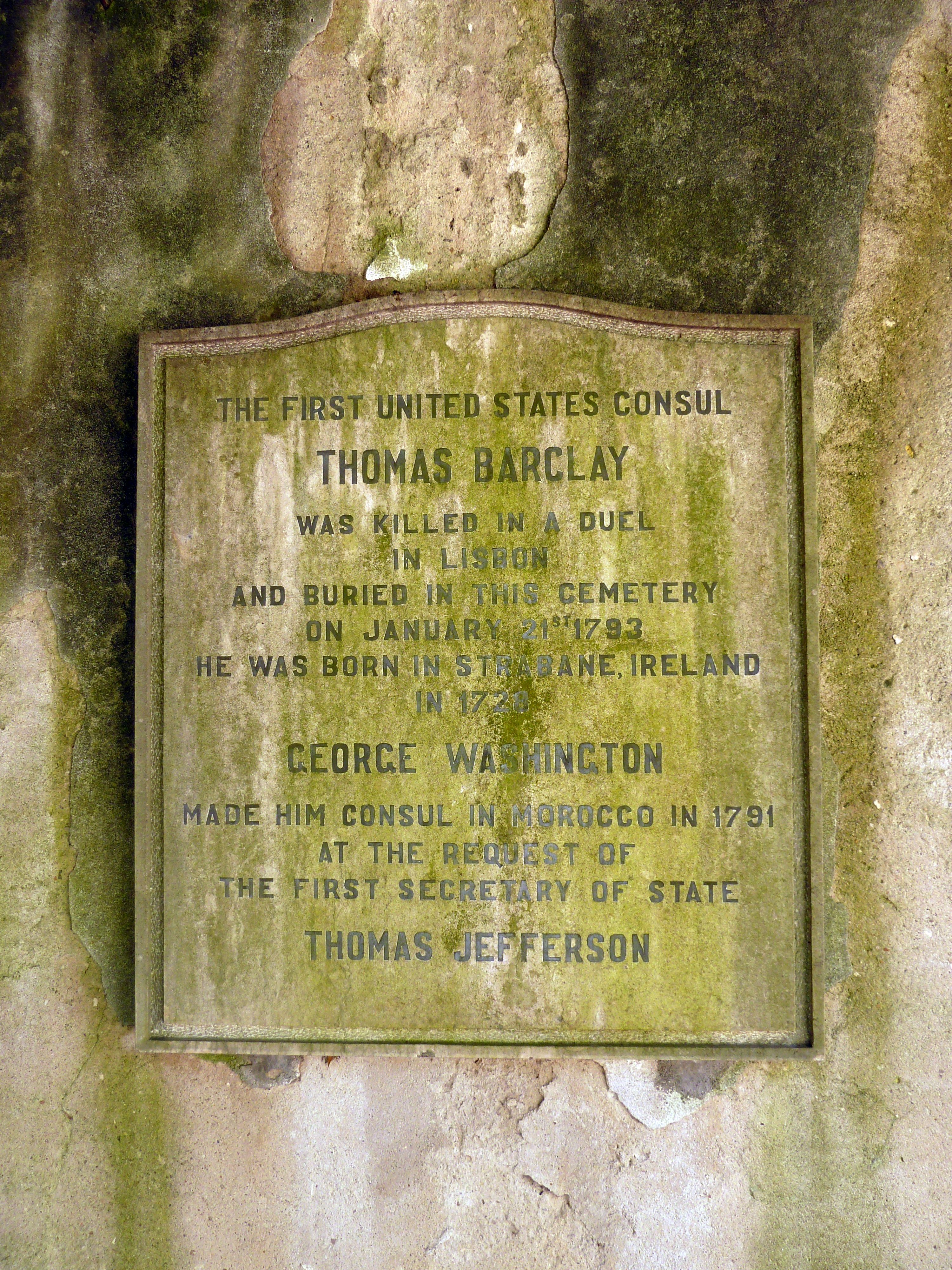
Túmulo de Thomas Barclay
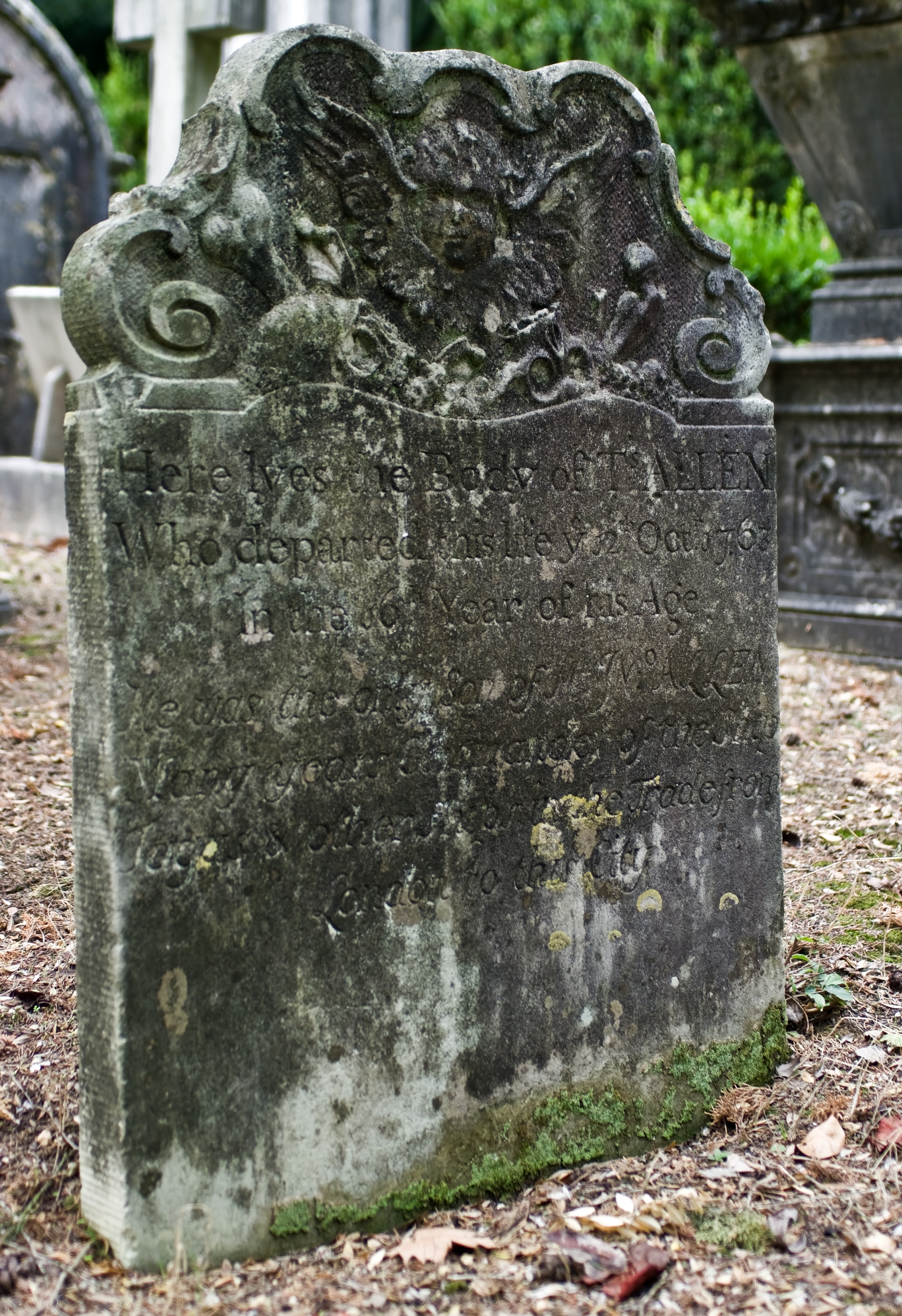
Túmulo de Thomas Allen
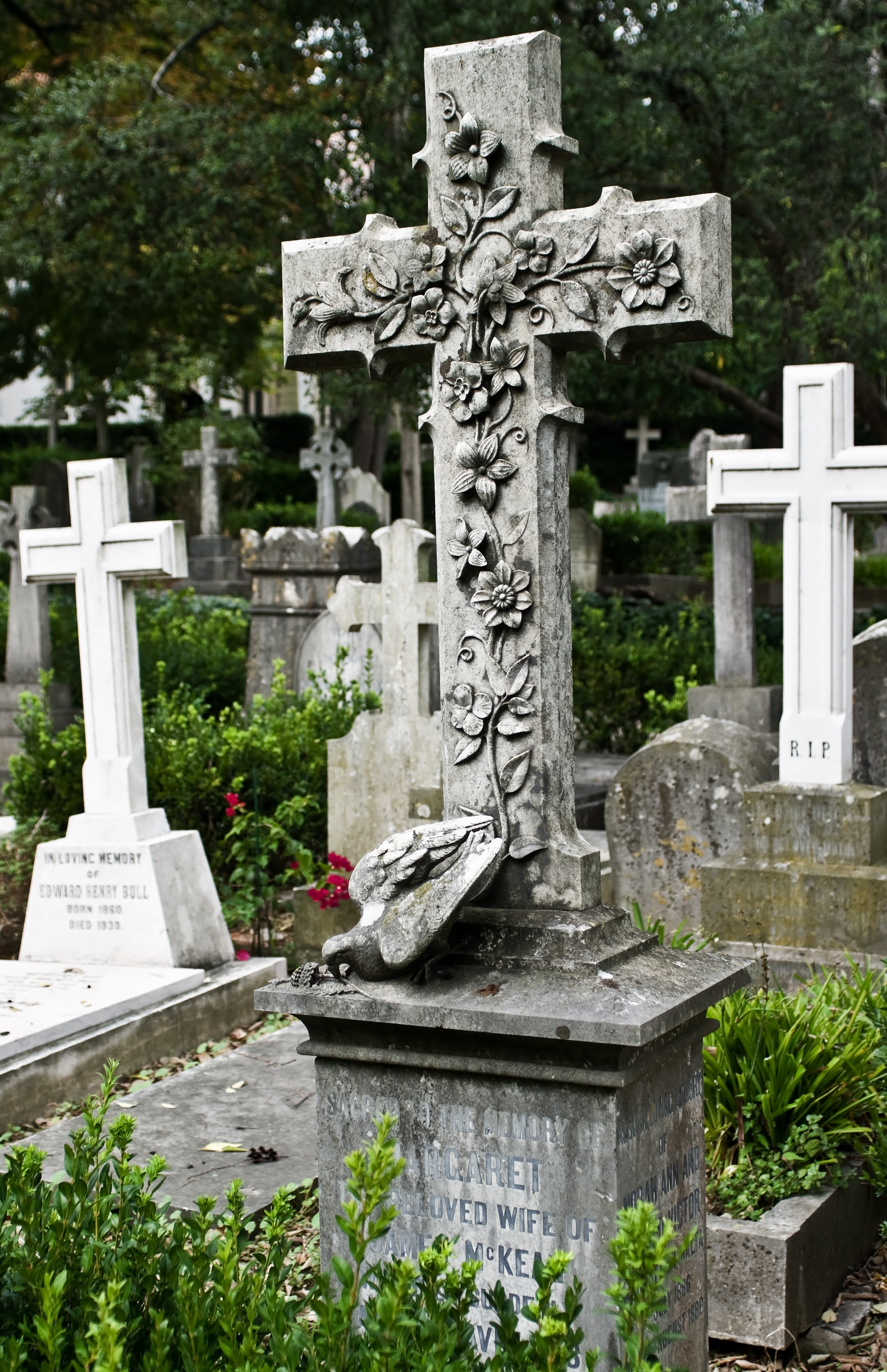
Túmulo de Margaret McKean
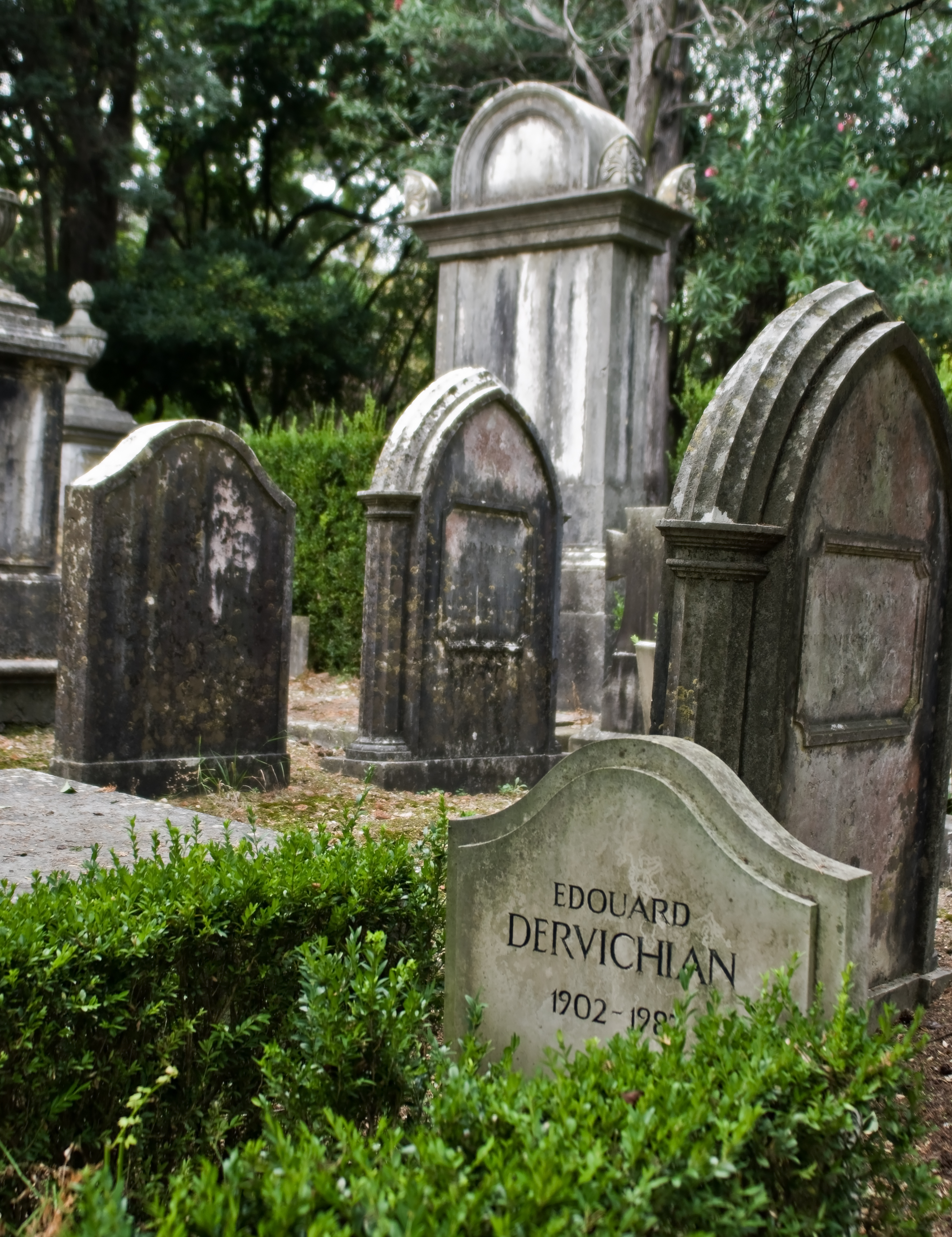
Túmulo de Edouard Dervichian
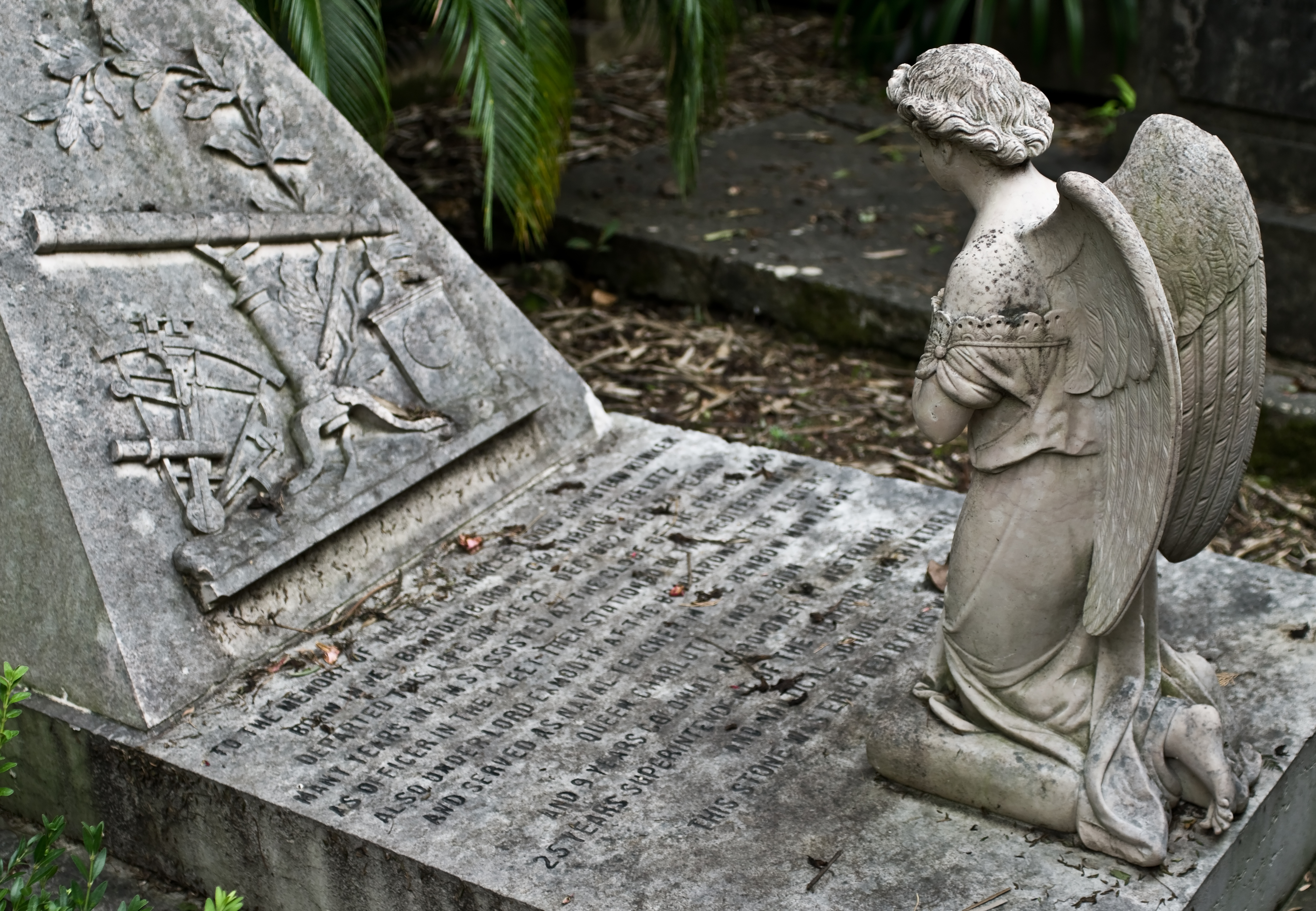
Túmulo de Karl Rümker
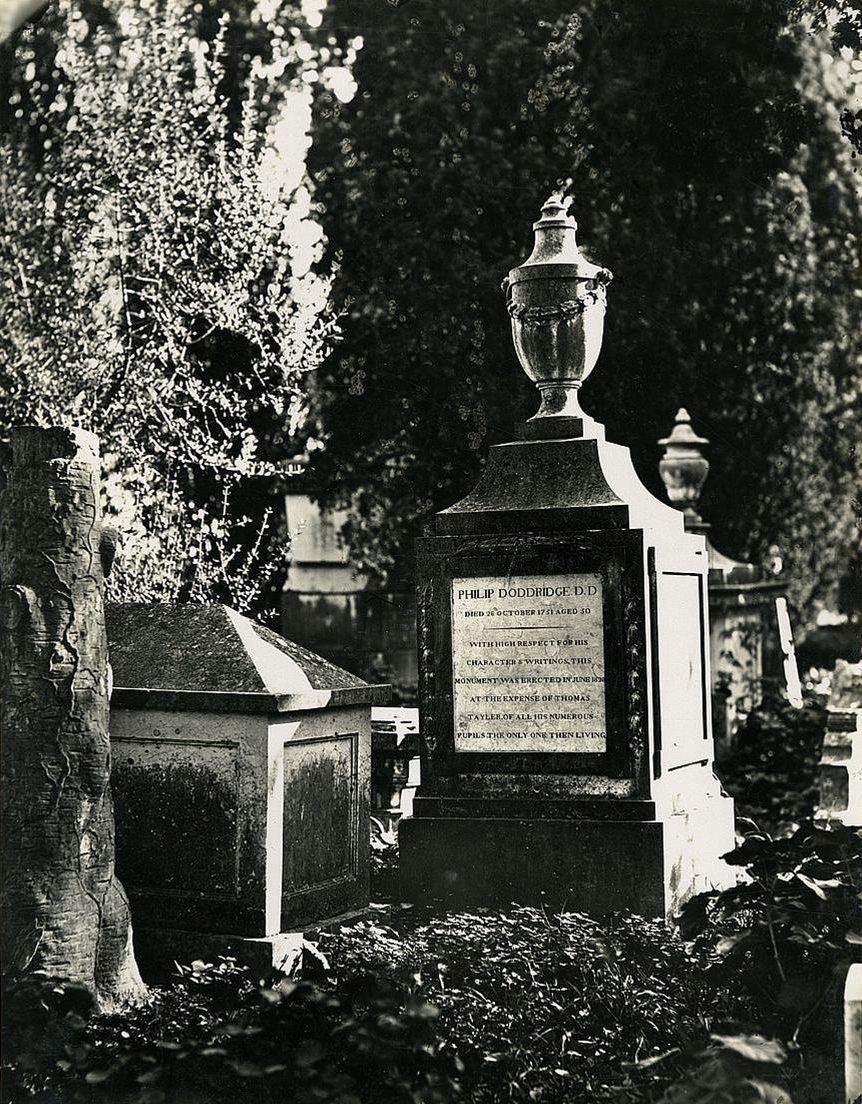
Túmulo de Philip Doddridge
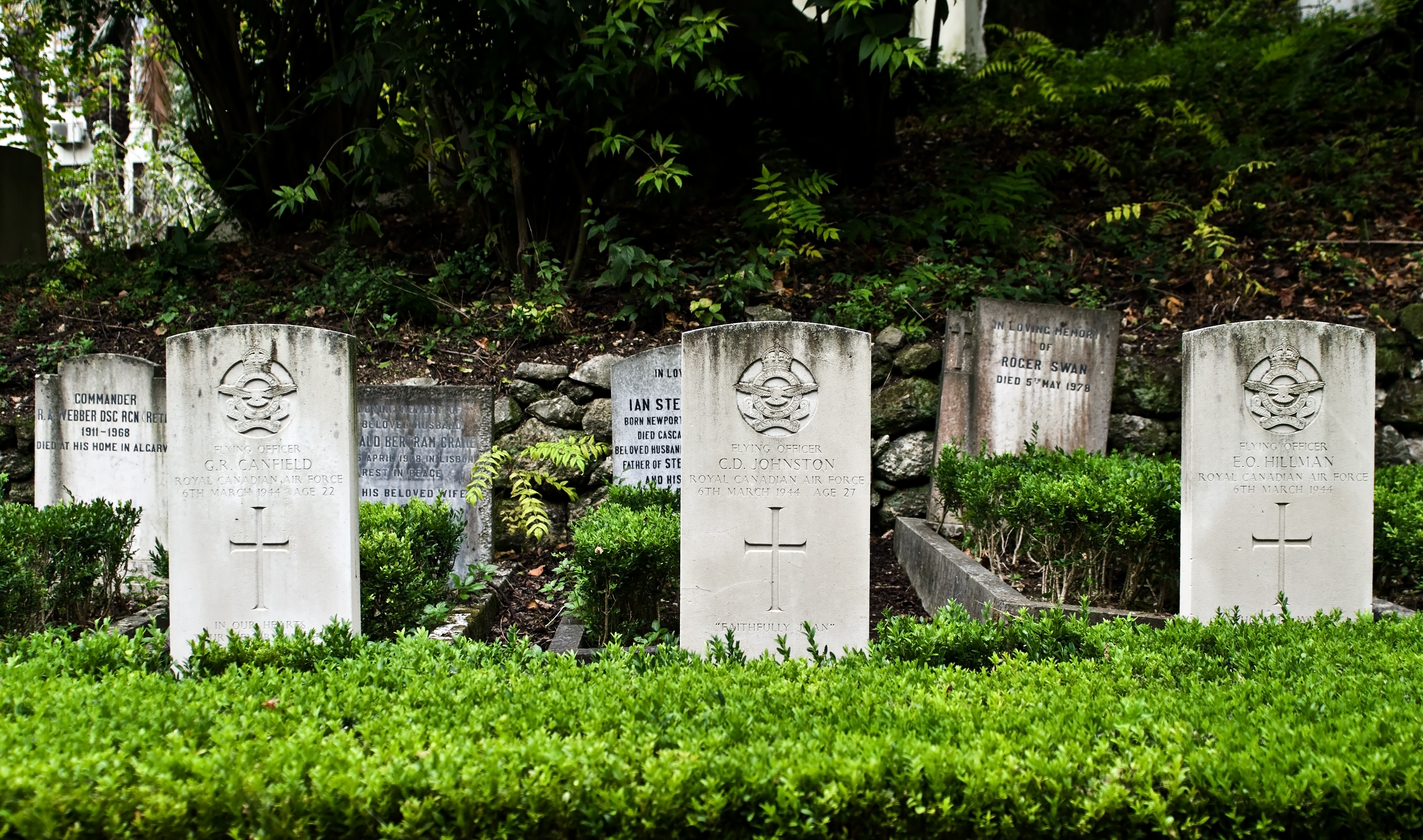
Túmulos dos oficiais de aviação da Força Aérea Real Britânica Canfield, Johnston e Hillman, falecidos na Segunda Guerra Mundial
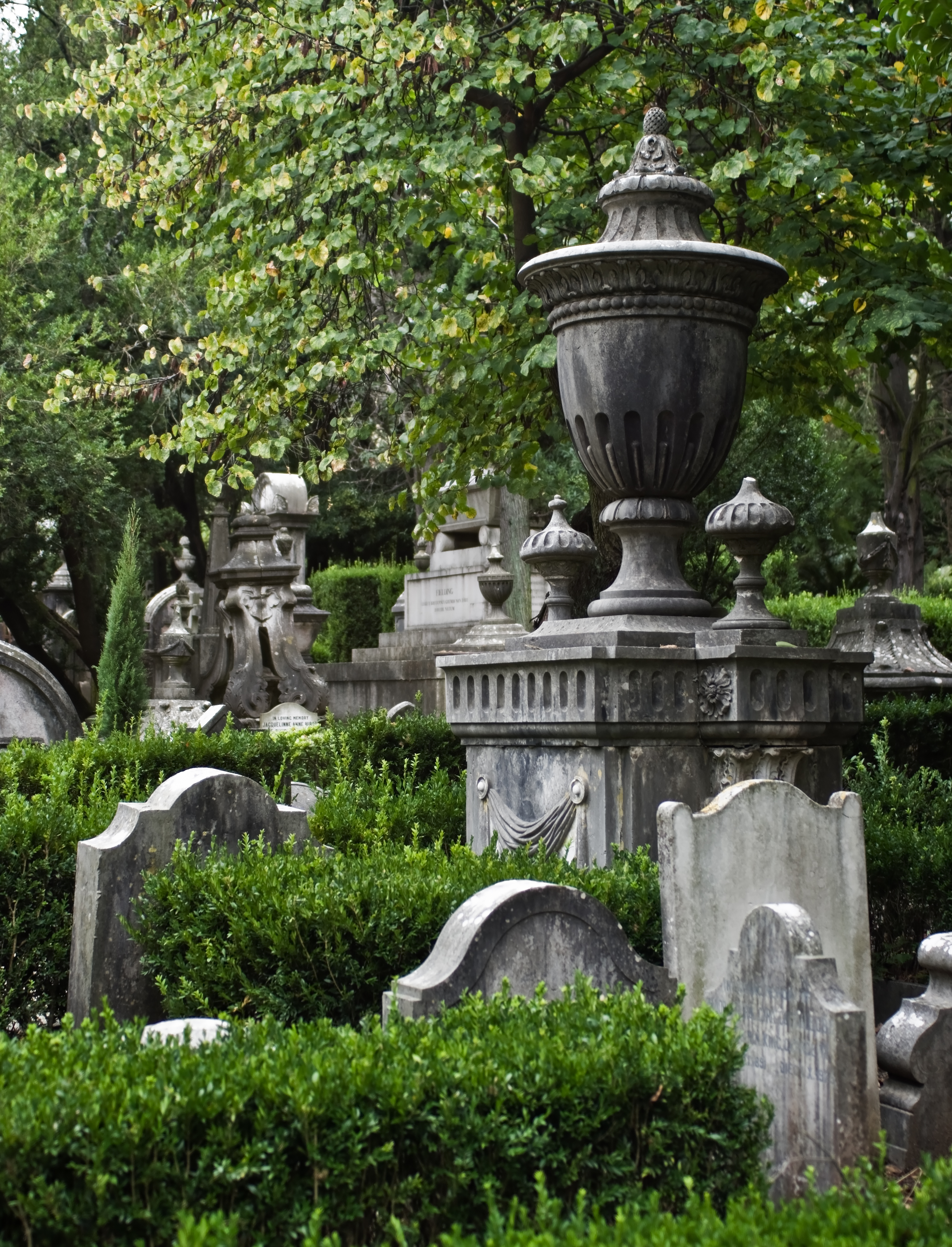
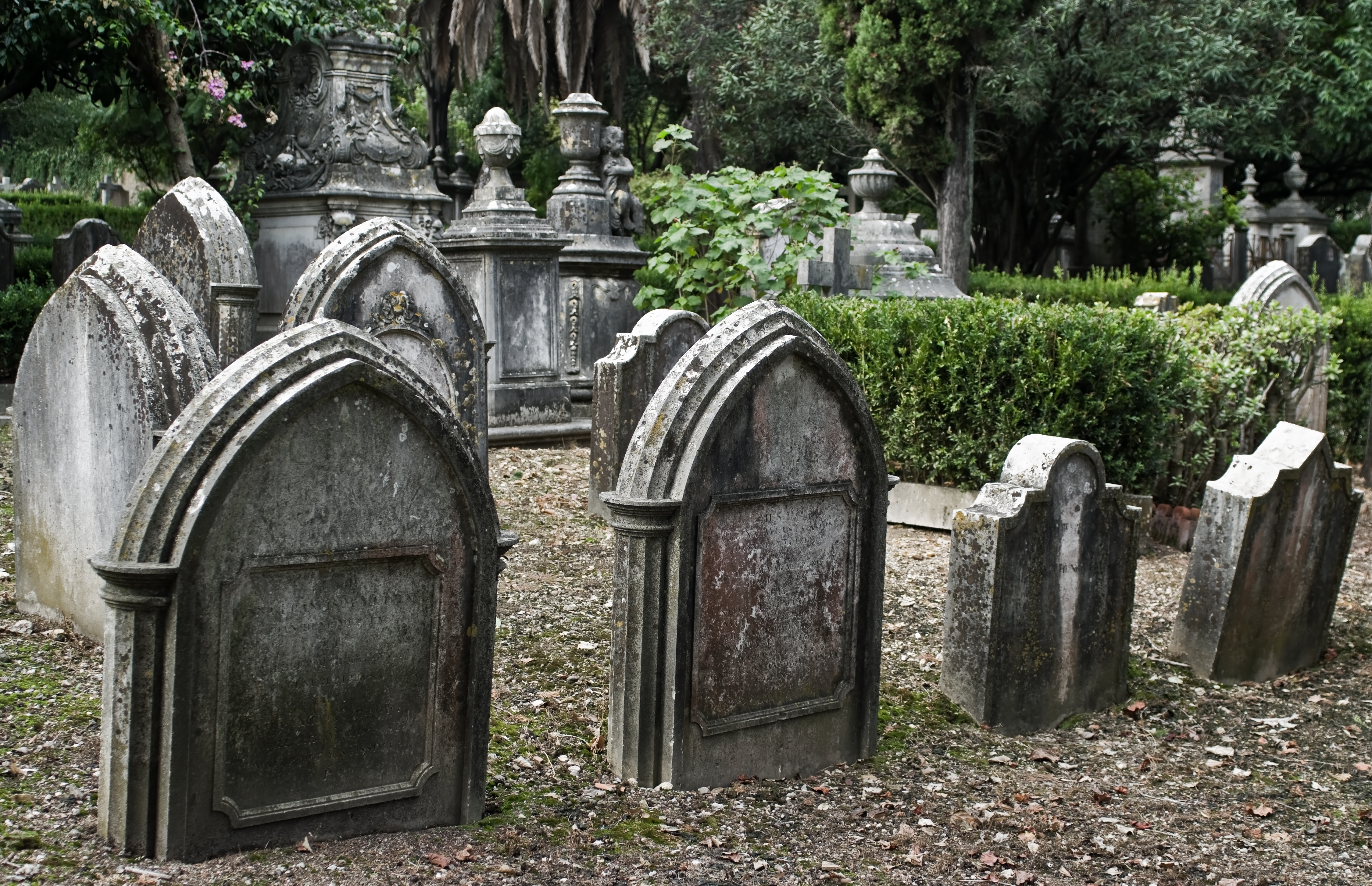
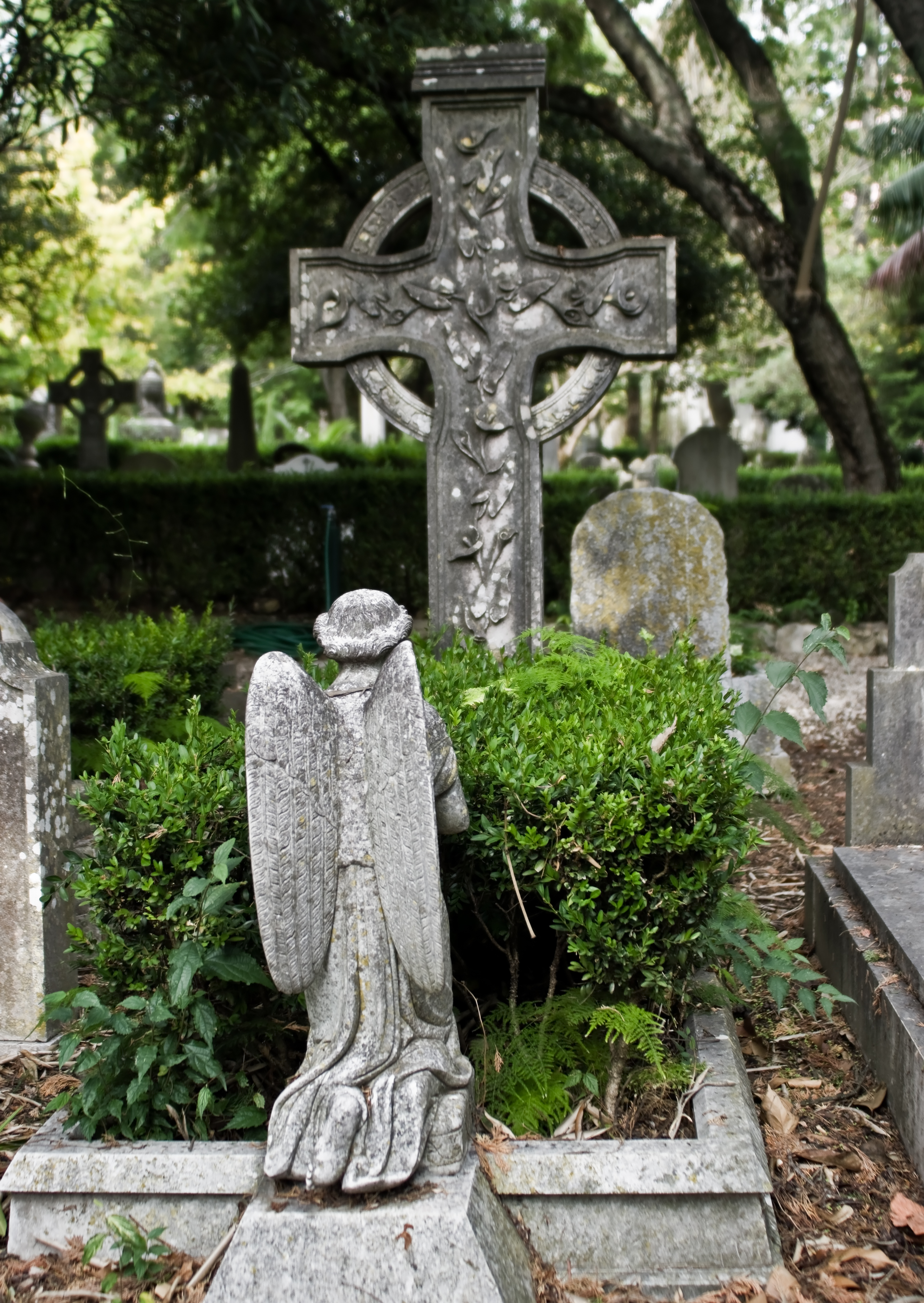
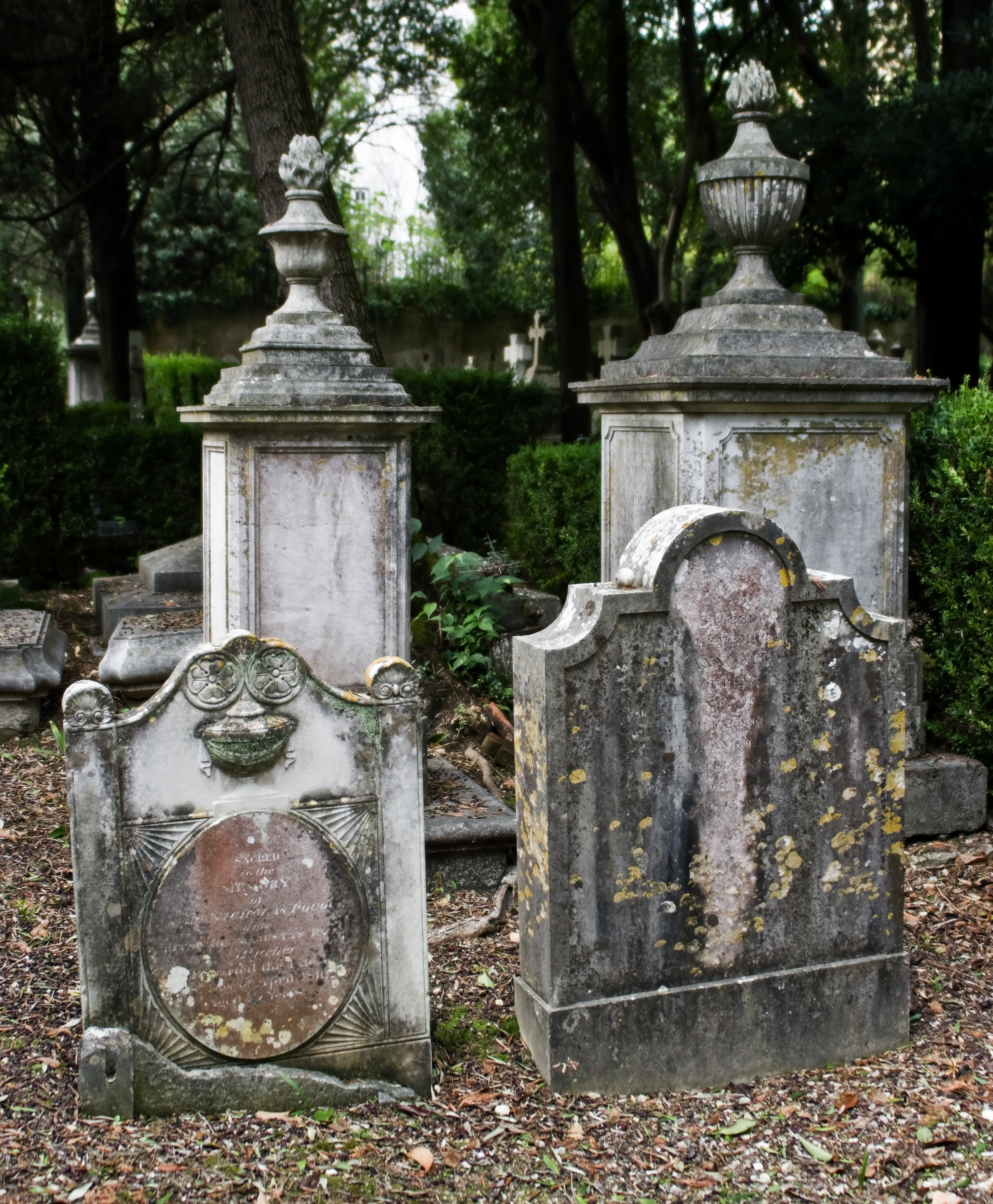
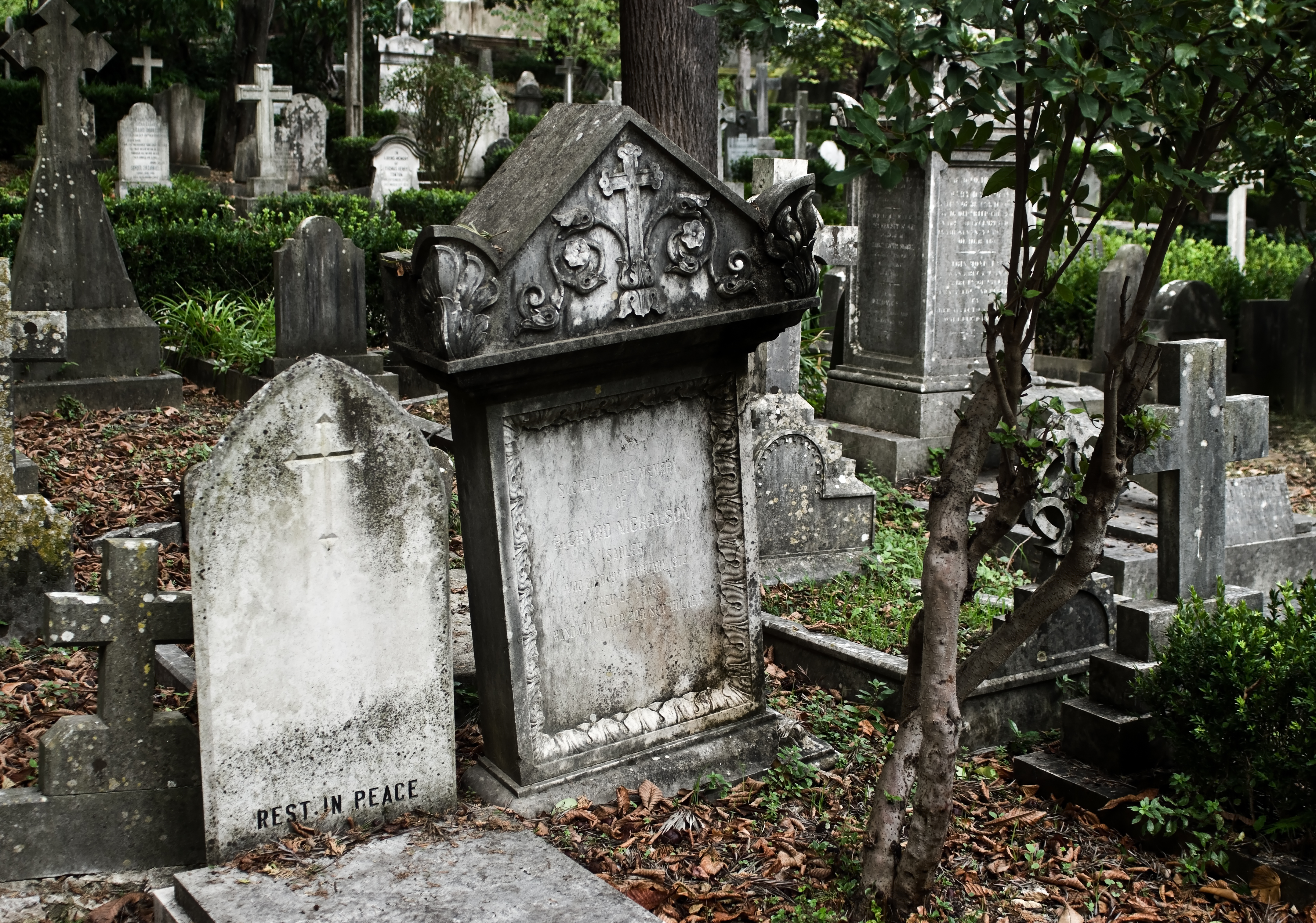